# Aristophanes von Byzanz
Aristophanes von Byzanz (* um 257 v. Chr.; † um 180 v. Chr.) war ein bedeutender griechischer Philologe und Leiter der Bibliothek von Alexandria.

Seine nur in Fragmenten erhaltenen Arbeiten beschäftigen sich mit Textkritik, Grammatik, Sprachwissenschaft, Literatur und Betonungsuntersuchungen. In seinen grammatischen Werken führte er Akzent- und Interpunktionslehre ein und entwickelte durch Analogien die griechische Deklination. Die Akzente im griechischen Alphabet haben sich offensichtlich durch seine Arbeit durchgesetzt. Sein bekanntester Schüler war Aristarchos von Samothrake, der ihm als Direktor der alexandrinischen Bibliothek nachfolgte.

## Textausgaben
- William J. Slater (Hrsg.): Aristophanis Byzantii fragmenta. De Gruyter, Berlin 1986, ISBN 3-11-006555-X